# Belton (Carolina del Sud)
Belton és una població dels Estats Units a l'estat de Carolina del Sud. Segons el cens del 2000 tenia 4.461 habitants.

## Demografia
Segons el cens del 2000, Belton tenia 4.461 habitants, 1.948 habitatges i 1.275 famílies. La densitat de població era de 447,4 habitants/km².
Per edats la població es repartia de la següent manera: un 22,9% tenia menys de 18 anys, un 7,6% entre 18 i 24, un 26,4% entre 25 i 44, un 23,7% de 45 a 60 i un 19,4% 65 anys o més.
L'edat mediana era de 40 anys. Per cada 100 dones de 18 o més anys hi havia 78,0 homes.
La renda mediana per habitatge era de 28.191$ i la renda mediana per família de 36.531$. Els homes tenien una renda mediana de 30.100$ mentre que les dones 22.470$. La renda per capita de la població era de 16.970$. Entorn del 15,2% de les famílies i el 16,3% de la població estaven per davall del llindar de pobresa.

## Poblacions més properes
El següent diagrama mostra les poblacions més properes.